# なめんな!アシガールズ/マーブルヒーロー
なめんな!アシガールズ/マーブルヒーローは、女性アイドルグループ『アップアップガールズ（仮）』の5枚目のCDシングルである。2012年9月2日に先行発売され、同年9月26日に一般発売された。6枚目のCDシングル「End Of The Season」は10月3日発売であり、2週連続発売である。

## 概要
「なめんな!アシガールズ」は、戦国時代をテーマとした曲で、アイドル戦国時代と呼ばれている時代に活動しているアップアップガールズ（仮）のことを歌った曲である。曲調は和風で、ライブでの盛り上がりを意識したアップテンポなものである。
「マーブルヒーロー」の竹中夏海によるダンスの振り付けは、戦隊物を意識したものであるが、曲調は戦隊物を意識したものではなく、エレクトロ・ポップである。また、「マーブルヒーロー」のリメイク作品「アオハルヒーロー〜マーブルヒーロー〈アオハル〉version〜」がアオハル 2月の歌となっている。
ジャケットのイラストは、漫画家のナカGによるもので、ジャケットの中面にはナカGによる漫画が掲載されている。

## 収録曲
1. なめんな!アシガールズ(3:48)
作詞：オノダヒロユキ、作曲・編曲：y0c1e
2. マーブルヒーロー(4:29)
作詞・作曲・編曲：PandaBoY
3. マーブルヒーロー(Instrumental)
4. なめんな!アシガールズ(Instrumental)

## 経緯
アップアップガールズ（仮）は、2012年8月4日に4枚目のシングル「メチャキュン♡サマー ( ´ ▽ ` )ノ」の先行発売を開始したが、同日に行われた『TOKYO IDOL FESTIVAL 2012』に出演し「なめんな!アシガールズ」を初披露した。
8月12日、同グループはイベントスペースumuにて行われた「idol LINE LIVE vol.3」に参加し、「なめんな!アシガールズ」「マーブルヒーロー」の（仮）CDを2枚同時に発売した。
8月20日、「マーブルヒーロー」のダンスリハーサルが行われた。
8月22日（水曜日）、同グループはShibuya O-EAST等で行われた「SHIBUEN2012 〜SHIBUYA ENTERTAINMENT FESTIVAL -Heal the world, Heal the Children-〜」に参加し、「マーブルヒーロー」を初披露した。この曲の振り付けをした竹中夏海は「日曜日まで振付自体まだ考える前だったのにもうお披露目されてるって不思議」とコメントしている。
8月30日には、「なめんな!アシガールズ」「マーブルヒーロー」の配信が開始され、9月2日にはCDシングルの先行発売が開始された。9月26日には一般発売された。